# 宮崎県道202号鞍岡赤谷線
宮崎県道202号鞍岡赤谷線（みやざきけんどう202ごう くらおかあかたにせん）は、宮崎県西臼杵郡五ヶ瀬町を通る一般県道である。

## 概要
西臼杵郡五ヶ瀬町大字鞍岡から西臼杵郡五ヶ瀬町大字三ヶ所に至る。
国道265号椎葉村方面から国道218号高千穂町方面へのショートカットになるが、ほとんどの区間が狭隘区間である。
また冬季は積雪や路面凍結によりチェーン規制が実施される。

### 路線データ
- 起点：西臼杵郡五ヶ瀬町大字鞍岡（五ヶ瀬町祇園町交差点、国道265号交点）
- 終点：西臼杵郡五ヶ瀬町大字三ヶ所（国道218号交点）

## 歴史
- 1959年（昭和34年）6月1日 - 宮崎県告示第226号により、宮崎県道鞍岡赤谷線として路線認定される（当時の整理番号は90）[2]。

## 路線状況

### 道路施設

#### トンネル
- 笠部隧道：延長140 m、1963年（昭和38年）竣工、西臼杵郡五ヶ瀬町

## 地理

### 通過する自治体
- 西臼杵郡五ヶ瀬町

### 交差する道路
| 交差する道路             | 交差する場所 | 交差する場所                |
| ------------------------ | ------------ | --------------------------- |
| 国道265号 国道327号 重複 | 大字鞍岡     | 五ヶ瀬町祇園町交差点 / 起点 |
| 国道218号 国道503号 重複 | 大字三ヶ所   | 終点                        |

### 沿線
- 五ヶ瀬町立鞍岡小学校